# Exorciste (comics)
Pour les articles homonymes, voir L'Exorciste et Exorciste (homonymie).
L'Exorciste (Devil-Slayer) est un super-héros appartenant à l'univers de Marvel Comics. Il est apparu pour la première fois dans Marvel Spotlight #33 (avril 1977).

## Biographie fictive
Élevé par un père alcoolique et une mère timide, Eric Simon Payne fit preuve très tôt d'un sixième sens. C'était un enfant très pieux et aimant Dieu. Par la suite, il délaissa cette image d'enfant de chœur en grandissant, collectionnant les conquêtes féminines et les petits délits.
Il s'engagea chez les Marines avec son meilleur ami et épousa une fille nommée Cory avant de s'installer à Brooklyn.
Envoyé en mission en Asie du Sud-Est, il découvrit l'horreur de la guerre et fit face à sa propre perversité en suivant des ordres discutables. Pris de remords, il envoya quand même un de ses camarades en cour martiale pour avoir rasé un village.
À son retour, il divorça de Cory, amoureuse d'un autre, et sombra dans l'alcoolisme. Il devint tueur à gage pour le caïd californien Carlo Boccino. Il n'hésitait pas à tuer ses rivaux, mais il plastiqua à contrecœur la voiture de Ian Fate, un journaliste. Quand il apprit que l'explosion avait en fait pris la vie de sa femme et de son fils, il mit un terme à sa carrière.
Il fut recruté par Vera Gemini et son culte, et devint exécuteur des basses œuvres. Le culte développa les pouvoirs latents de Payne et lui donna sa cape d'ombre. Mais Payne déserta quand il apprit qu'il devait provoquer le retour sur terre d'une race démoniaque. Il se fit appeler l'Exorciste et traqua les êtres démoniaques partout sur Terre.
Il rejoignit les Défenseurs pour retrouver l'œil d'Agamotto du Docteur Strange. Vera fut bannie de la Terre grâce à la cape d'ombre utilisée par Hellcat, et Nighthawk aida Strange à fermer le portail.
Il tenta de reprendre son histoire avec Cory, mais cette dernière le quitta de nouveau pour suivre David Kessler à Jérusalem. Là, il découvrit que ce dernier était un chef du culte de la Main à Six Doigts et il le transperça de son épée.
Pendant sa route avec les Défenseurs, il tenta aussi d'aider une jeune SDF, Ira Gross, à surmonter sa dépendance.
Il lutta contre Null the Living Darkness et les Hommes-Serpents.
Plus tard, Ian Fate, devenu sorcier, chercha à se venger et il tua Ira qu'il avait fait passer alors pour Cory. Furieux, l'Exorciste voulut tuer Fate mais fut stoppé par Wonder Man, qui lui rappela qu'il était responsable de cette histoire.
Payne erra à travers les États-Unis, hanté par le fantôme d'Ira et il voulut se suicider. Mais il accepta le fardeau de ses actes passés. Il fut emprisonné en Californie.
Cory demanda à Payne de témoigner contre ses anciens patrons. Il fut libéré, prit une nouvelle identité et il s'installa avec Cory. Cory fut tuée, dans l'explosion de sa voiture, piégée par un caïd.
Il fut contacté par le Fantôme du Hollandais Volant, un agent de Méphisto, qui lui promit la joie de vivre, mais il refusa.
Il partit défendre un petit pays d'Amérique Centrale tombé sous la coupe de mercenaires et de certains anciens camarades de guerre, aidés par le Fantôme. Les mercenaires détruisirent la cape d'ombre de l'Exorciste, mais ce dernier parvint à repousser le Fantôme.
Il regagna on ne sait comment une cape d'ombre et il repoussa une invasion de Lilins, les rejetons de Lilith.
Il fut plus tard poignardé par Silver Dagger et fut sauvé par le Docteur Strange.
Payne termina dans un asile psychiatrique où il aida l'Homme-Chose à préserver le Nexus des Réalités. 
Récemment, on le revit faire partie des recrues du Projet Initiative.

## Pouvoirs
- L'Exorciste peut lire dans l'esprit des gens, peu importe la langue parlée.
- Il peut créer des illusions et influencer les perceptions d'autrui, à 30 mètres de lui. Généralement, il projette une image de lui en vêtements citadins, alors qu'il porte toujours sa cape.
- Il possède un sens du danger
- L'Exorciste est un faible télékinésiste, pouvant léviter, enrayer des armes ou soulever 150 kg à 120 km/h. Il détruit plus facilement qu'il ne peut réparer.
- La Cape d'ombre de l'Exorciste lui permet de se téléporter, seul ou avec d'autres personnes, de rediriger des attaques et de faire apparaitre des armes de mêlée (épées anti-démon, masses, bâtons de protection magique ou de guérison, haches...), des armes modernes (bazooka, pistolets...) ou même futuristes (lasers, masse anti-matière...).
- Il utilise souvent Dragonfang, l'épée mystique de la Valkyrie, capable de trancher presque tous les matériaux et de repousser les attaques.
- Payne est un combattant d'élite, tireur professionnel et possédant des connaissances en arts occultes.